# Langenbach (Bajorország)
Langenbach település Németországban, azon belül Bajorországban. Lakosainak száma 4110 fő (2023. december 31.). Langenbach Haag an der Amper, Moosburg, Marzling és Zolling községekkel határos.

## Népesség
A település népessége az elmúlt években az alábbi módon változott:
| Lakosok száma | 452  | 774  | 1551 | 3867 | 3891 | 3886 | 4011 | 3991 | 4059 | 4110 |
|               | 1875 | 1950 | 1975 | 2011 | 2013 | 2014 | 2016 | 2019 | 2021 | 2023 |